# Christian Frost
Christian Frost er journalist på Bil Magasinet og forfatter til de danske bilbøger med titlen: Legenden om... De beskriver en lang række bilmærker fra alt som Ferrari til Toyota. Bøgerne bliver udgivet af Forlaget Benjamin.
I midt 2019 har han i sin rolle som bil journalist lavet "Den Kyniske Podcast"".
I 2023 gik Christian Frost konkurs med sin forlagsforretning Duckshoot Media ApS.